# Branca de Neve e os Sete Anões (trilha sonora)
Snow White and the Seven Dwarfs, trilha sonora do filme de Walt Disney de 1937, foi a primeira trilha sonora a ser comercializada. Foi lançado em Janeiro de 1938 com canções do filme Branca de Neve e os Sete Anões e desde então, foi expandida e relançada diversas vezes.

## Canções
As músicas do filme foram escritas por Frank Churchill e Leigh Harline. A trilha sonora foi composta por Paul J. Smith e Leigh Harline.
1. "I'm Wishing" - Adriana Caselotti
2. "One Song" - Harry Stockwell
3. "With a Smile and a Song" - Adriana Caselotti
4. "Whistle While You Work" - Adriana Caselotti
5. "Heigh-Ho" - The Dwarfs Chorus (Roy Atwell, Pinto Colvig, Billy Gilbert, Otis Harlan & Scotty Mattraw)
6. "Bluddle-Uddle-Um-Dum (The Dwarfs' Washing Song)" - The Dwarfs Chorus (Roy Atwell, Pinto Colvig, Billy Gilbert, Otis Harlan & Scotty Mattraw)
7. "The Dwarfs' Yodel Song (The Silly Song)" - The Dwarfs Chorus (Roy Atwell, Pinto Colvig, Billy Gilbert, Otis Harlan & Scotty Mattraw)
8. "Some Day My Prince Will Come" - Adriana Caselotti
9. "Heigh-Ho (Reprise)" - The Dwarfs Chorus
10. "One Song (Reprise)" - Harry Stockwell e Coro
11. "Some Day My Prince Will Come (Reprise)" - Coro

### Canções não usadas no filme
Canções escritas para o filme, mas não utilizadas. Incluem duas canções para os anões:
- "Music in Your Soup"  (a sequência da canção foi completamente animada, mas não foram pintados, antes de ser excluído do filme)
- "You're Never Too Old to Be Young" (trocado por "The Silly Song")

## Versões
A trilha sonora foi lançada pela primeira vez em uma coleção de três singles. Cada um dos singles se tornou um hit top 10 simultaneamente em fevereiro de 1938.

### Lista de faixas
- Lado 1: "With a Smile and a Song" / Lado 2: "Dig-a-Dig Dig / Heigh Ho"
- Lado 3: "I'm Wishing / One Song" / Lado 4: "Whistle While You Work"
- Lado 5: "Dwarfs' Yodel Song" / Lado 6: "Some Day My Prince Will Come"

### Edição atual

#### Lista de faixas
1. "Overture" - 02:10
2. "Magic Mirror" - 1:25
3. "I'm Wishing / One Song" - 3:06
4. "Queen Theme" - 0:44
5. "Far Into the Forest" - 2:25
6. "Animal Friends / With a Smile and a Song" - 4:23
7. "Just Like a Doll's House" - 2:46
8. "Whistle While You Work" - 3:24
9. "Heigh-Ho" - 2:46
10. "Let's See What's Upstairs" - 1:15
11. "There's Trouble a-Brewin'" - 4:19
12. "It's a Girl" - 4:26
13. "Hooray! She Stays" - 2:48
14. "Bluddle-Uddle-Um-Dum (The Dwarfs' Washing Song)" - 4:25
15. "I've Been Tricked" - 4:05
16. "The Dwarfs' Yodel Song (The Silly Song)" - 4:35
17. "Some Day My Prince Will Come" - 1:53
18. "Pleasant Dreams" - 2:28
19. "A Special Sort of Death" - 2:02
20. "Why Grumpy, You Do Care" - 2:06
21. "Makin' Pies" - 3:02
22. "Have a Bite" - 1:26
23. "Chorale for Snow White" - 1:05
24. "Love's First Kiss (Finale)" - 4:15
25. "Music in Your Soup" - 2:35 (Não usada no filme)
26. "You're Never Too Old to Be Young" - 3:20 (Não usada no filme)

### Edição brasileira
Em 1987 foi lançado no Brasil a trilha sonora em LP pela "Disneylândia Discos". Foi lançada pela primeira vez em CD no Brasil em 2003. Em setembro de 2009, a trilha sonora foi lançada em CD no Brasil acompanhada do DVD duplo do filme na Edição Diamante.

#### Lista de faixas
| Branca de Neve e os Sete Anões – Trilha Sonora Original |                                                | |         |  |
| N.º                                                     | Título                                         | Interpretada por | Duração |  |
| 1.                                                      | "Abertura" (Instrumental)                      | | 2:12    |  |
| 2.                                                      | "O Espelho Mágico" (Instrumental)              | | 1:26    |  |
| 3.                                                      | "Desejo/Uma Canção"                            | Cybele Freire & João Alberto Persson                                                                                      | 3:08    |  |
| 4.                                                      | "Tema da Rainha" (Instrumental)                | | 0:45    |  |
| 5.                                                      | "Dentro do Bosque" (Instrumental)              | | 2:27    |  |
| 6.                                                      | "Os Animais Amigos/Sorrir e Cantar"            | Cybele Freire | 4:24    |  |
| 7.                                                      | "Como Uma Casinha de Bonecas" (Instrumental)   | | 2:50    |  |
| 8.                                                      | "Assobiando a Trabalhar"                       | Cybele Freire | 3:27    |  |
| 9.                                                      | "Hi-Ho"                                        | Coro dos Sete Anões (Magalhães Graça, Ênio Santos, Joaquim Luís Motta, Allan Lima, Navarro de Andrade & Orlando Drummond) | 2:46    |  |
| 10.                                                     | "Quem Esta Aí Em Cima" (Instrumental)          | | 1:17    |  |
| 11.                                                     | "Há Problema" (Instrumental)                   | | 4:21    |  |
| 12.                                                     | "É Uma Rapariga" (Instrumental)                | | 4:28    |  |
| 13.                                                     | "Hurra! Ela Fica" (Instrumental)               | | 2:50    |  |
| 14.                                                     | "Burr Burr Burr"                               | Coro dos Sete Anões | 4:27    |  |
| 15.                                                     | "Fui Enganada" (Instrumental)                  | | 4:07    |  |
| 16.                                                     | "A Canção Tonta"                               | Coro dos Sete Anões & Cybele Freire                                                                                       | 4:37    |  |
| 17.                                                     | "O Meu Príncipe Vai Chegar"                    | Cybele Freire | 1:56    |  |
| 18.                                                     | "Sonhos Doces" (Instrumental)                  | | 2:29    |  |
| 19.                                                     | "Uma Morte Muito Especial" (Instrumental)      | | 2:03    |  |
| 20.                                                     | "Porque Te Preocupas, Zangado?" (Instrumental) | | 2:07    |  |
| 21.                                                     | "Preparando a Fórmula" (Instrumental)          | | 3:04    |  |
| 22.                                                     | "Dá uma Dentada" (Instrumental)                | | 1:28    |  |
| 23.                                                     | "Coral para Branca de Neve" (Instrumental)     | | 1:07    |  |
| 24.                                                     | "Enamorado"                                    | João Alberto Persson | 4:22    |  |
| Duração total:                                          | Duração total:                                 | Duração total: | 67:39   |  |

| Branca de Neve e os Sete Anões – Edição diamante |                                          | |         |  |
| N.º                                              | Título                                   | Interpretada por | Duração |  |
| 1.                                               | "Abertura" (Instrumental)                | João Alberto Persson | 2:12    |  |
| 2.                                               | "Espelho Mágico" (Instrumental)          | | 1:27    |  |
| 3.                                               | "Desejo / Uma Canção"                    | Cybele Freire & João Alberto Persson                                                                                      | 3:08    |  |
| 4.                                               | "Voo Através da Floresta" (Instrumental) | | 2:28    |  |
| 5.                                               | "Os Animais Amigos / Sorrir e Cantar"    | Cybele Freire | 4:20    |  |
| 6.                                               | "A Cabana dos Anões" (Instrumental)      | | 2:39    |  |
| 7.                                               | "Assobiando ao Trabalhar"                | Cybele Freire | 3:24    |  |
| 8.                                               | "Eu Vou"                                 | Coro dos Sete Anões (Magalhães Graça, Ênio Santos, Joaquim Luís Motta, Allan Lima, Navarro de Andrade & Orlando Drummond) | 1:53    |  |
| 9.                                               | "Burr Burr Burr"                         | Coro dos Sete Anões | 4:26    |  |
| 10.                                              | "A Canção Tonta"                         | Coro dos Sete Anões | 4:37    |  |
| 11.                                              | "O Meu Príncipe Vai Chegar"              | Cybele Freire | 1:56    |  |
| 12.                                              | "Doces Sonhos" (Instrumental)            | | 2:30    |  |
| 13.                                              | "Enamorado"                              | | 4:21    |  |
| 14.                                              | "Heigh-Ho"                               | The Dwarfs Chorus (Roy Atwell, Pinto Colvig, Billy Gilbert, Otis Harlan & Scotty Mattraw)                                 | 2:47    |  |

### Edição portuguesa
A trilha sonora com as canções na versão portuguesa foi lançada em Portugal no ano de 2001.

#### Lista de faixas
| Branca de Neve e os Sete Anões |                                                | |         |  |
| N.º                            | Título                                         | Interpretada por                                                                                           | Duração |  |
| 1.                             | "Abertura" (Instrumental)                      | | 2:12    |  |
| 2.                             | "O Espelho Mágico" (Instrumental)              | | 1:26    |  |
| 3.                             | "Canção Dos Desejos / Um Ser"                  | Sandra de Castro & Henrique Feist                                                                          | 3:08    |  |
| 4.                             | "Tema da Rainha" (Instrumental)                | | 0:45    |  |
| 5.                             | "Dentro do Bosque" (Instrumental)              | | 2:27    |  |
| 6.                             | "Sorri Nesta Canção"                           | Sandra de Castro                                                                                           | 4:24    |  |
| 7.                             | "Como Uma Casinha de Bonecas" (Instrumental)   | | 2:50    |  |
| 8.                             | "Só Tens de Assobiar"                          | Sandra de Castro                                                                                           | 3:27    |  |
| 9.                             | "Eu Vou / Vá, Vá, Vá"                          | Coro dos Sete Anões (Carlos Paulo, Carlos Vieira D'Almeida, Fernando Gomes, Manuel Cavaco, Pedro Pinheiro) | 2:46    |  |
| 10.                            | "Quem Esta Aí Em Cima" (Instrumental)          | | 1:17    |  |
| 11.                            | "Há Problema" (Instrumental)                   | | 4:21    |  |
| 12.                            | "É Uma Rapariga" (Instrumental)                | | 4:28    |  |
| 13.                            | "Hurra! Ela Fica" (Instrumental)               | | 2:50    |  |
| 14.                            | "Canção do Banho"                              | Coro dos Sete Anões                                                                                        | 4:27    |  |
| 15.                            | "Fui Enganada" (Instrumental)                  | | 4:07    |  |
| 16.                            | "Canção Tola Dos Anões"                        | Coro dos Sete Anões & Sandra de Castro                                                                     | 4:37    |  |
| 17.                            | "O Meu Amor Virá"                              | Sandra de Castro                                                                                           | 1:56    |  |
| 18.                            | "Conta Uma História" (Instrumental)            | | 2:29    |  |
| 19.                            | "Uma Morte Muito Especial" (Instrumental)      | | 2:03    |  |
| 20.                            | "Porque Te Preocupas, Zangado?" (Instrumental) | | 2:07    |  |
| 21.                            | "Preparando a Fórmula" (Instrumental)          | | 3:04    |  |
| 22.                            | "Da Uma Dentada" (Instrumental)                | | 1:28    |  |
| 23.                            | "Coral para Branca de Neve" (Instrumental)     | | 1:07    |  |
| 24.                            | "Enamorado / Um Ser" (Final)                   | Henrique Feist                                                                                             | 4:22    |  |
| 25.                            | "O Meu Amor Virá"                              | Rita Guerra                                                                                                | 3:37    |  |